# Боронув (гмина)
Боронув (пол. Boronów) — сельская гмина (волость) в Польше, входит как административная единица в Люблинецкий повет, Силезское воеводство. Население — 3300 человек (на 2006 год).

## Фотографии

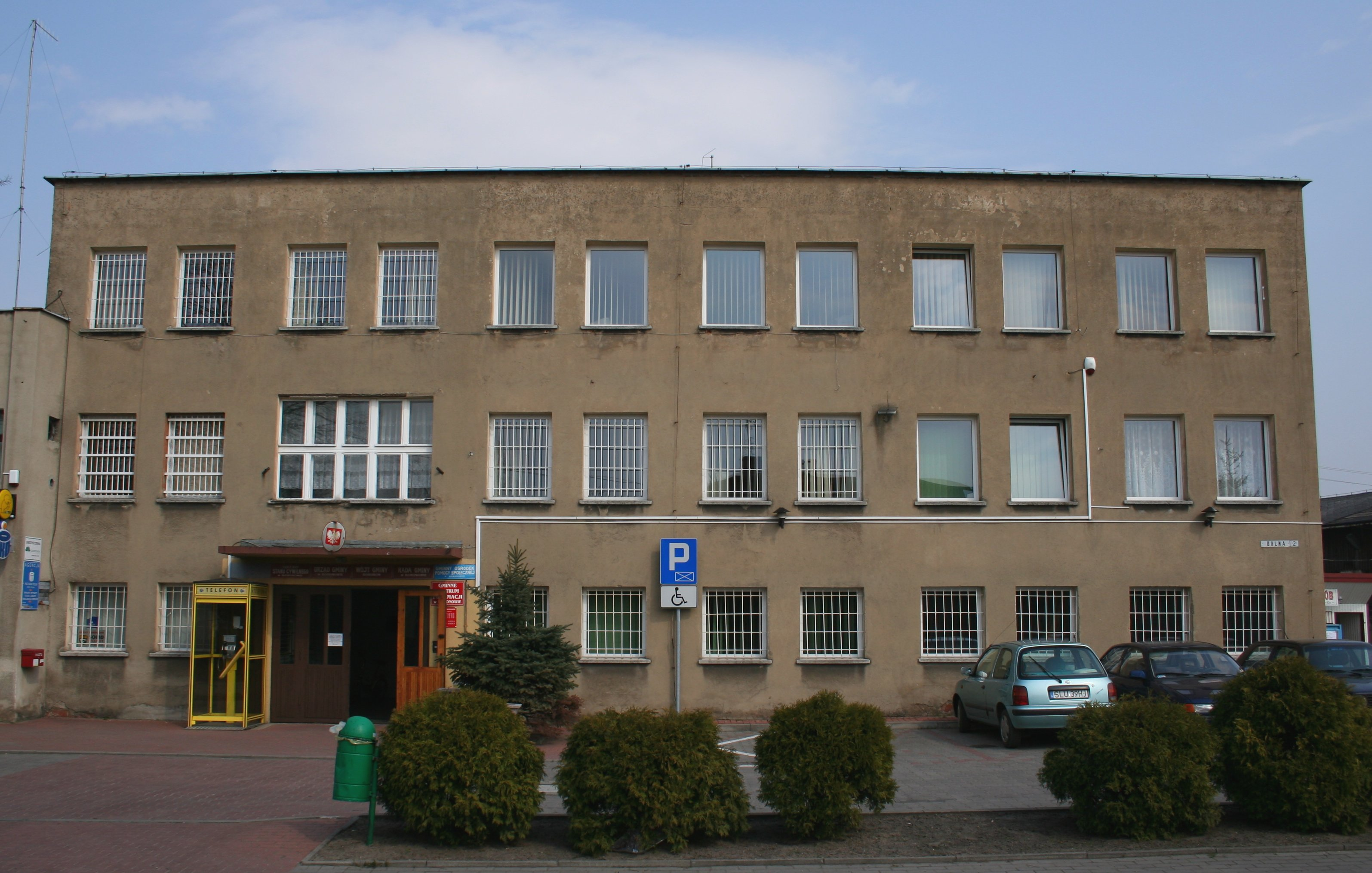
Управление
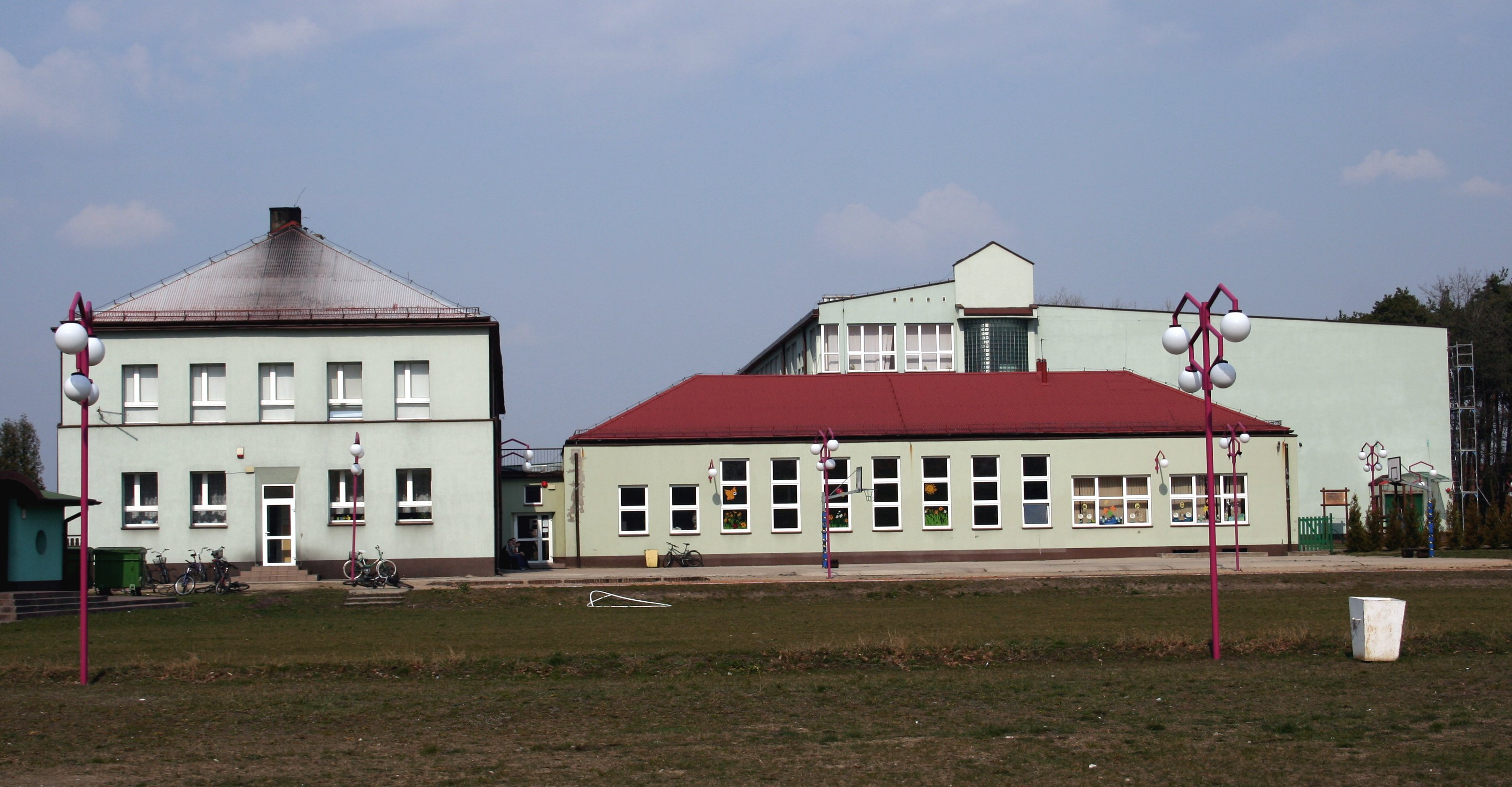
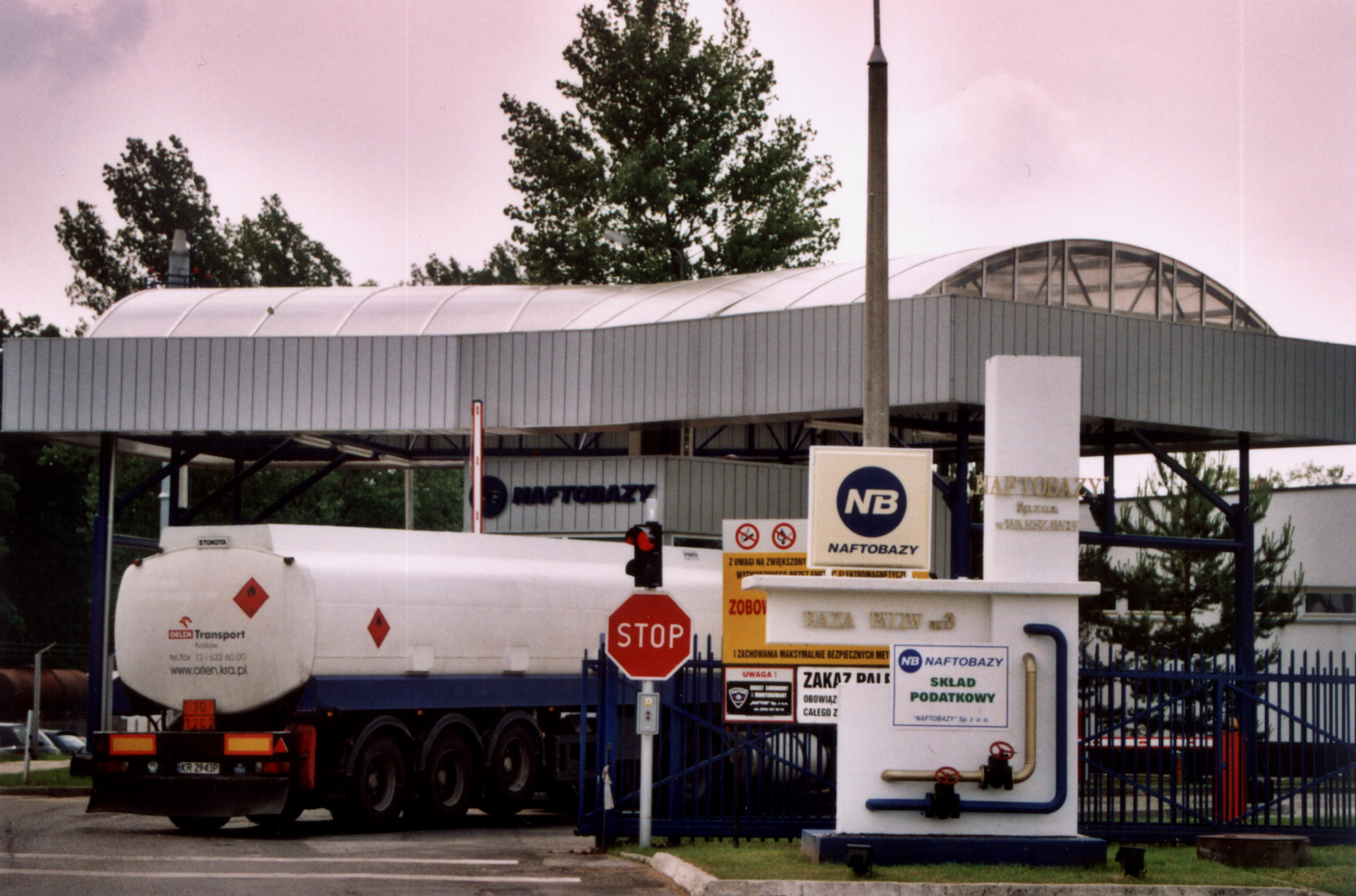
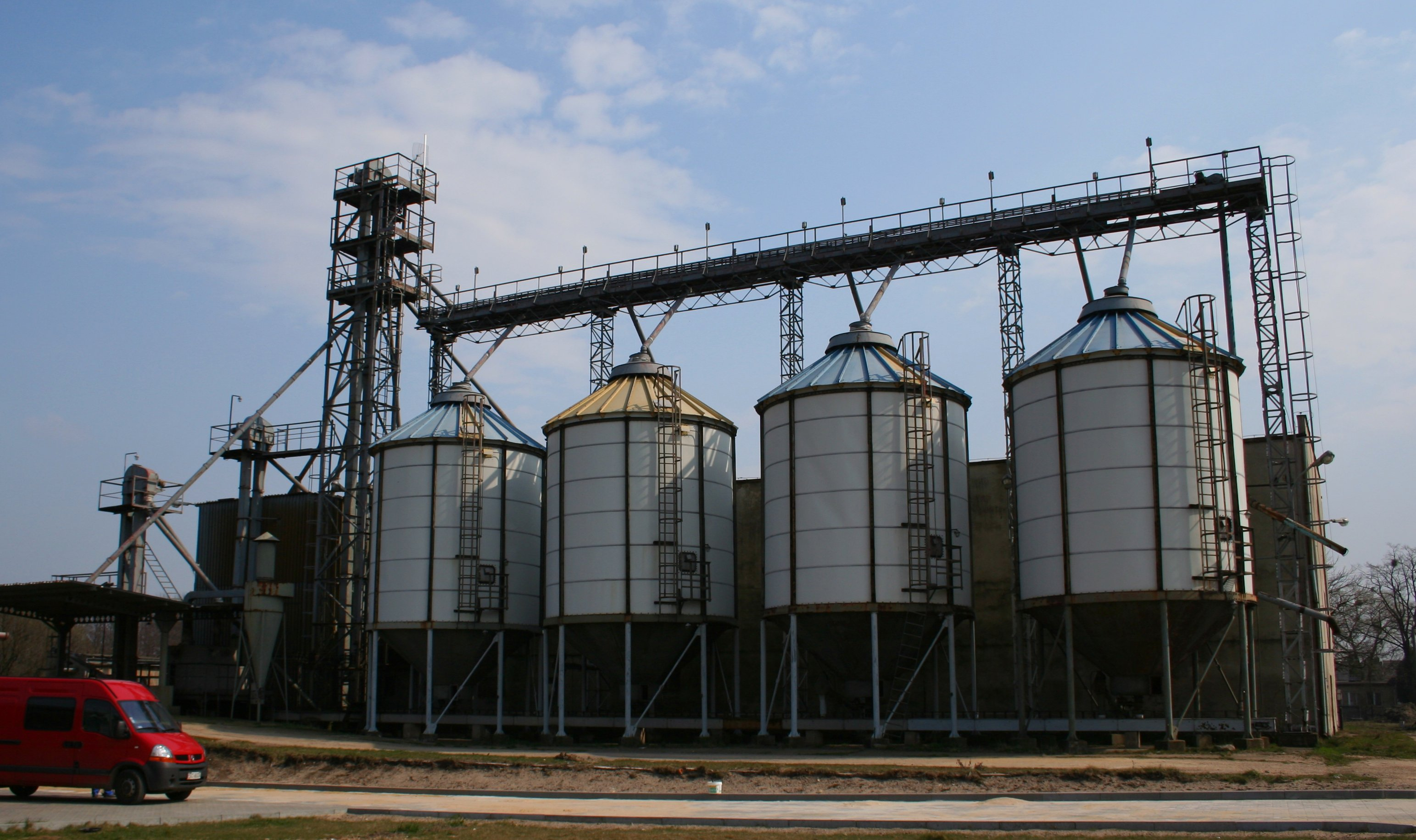
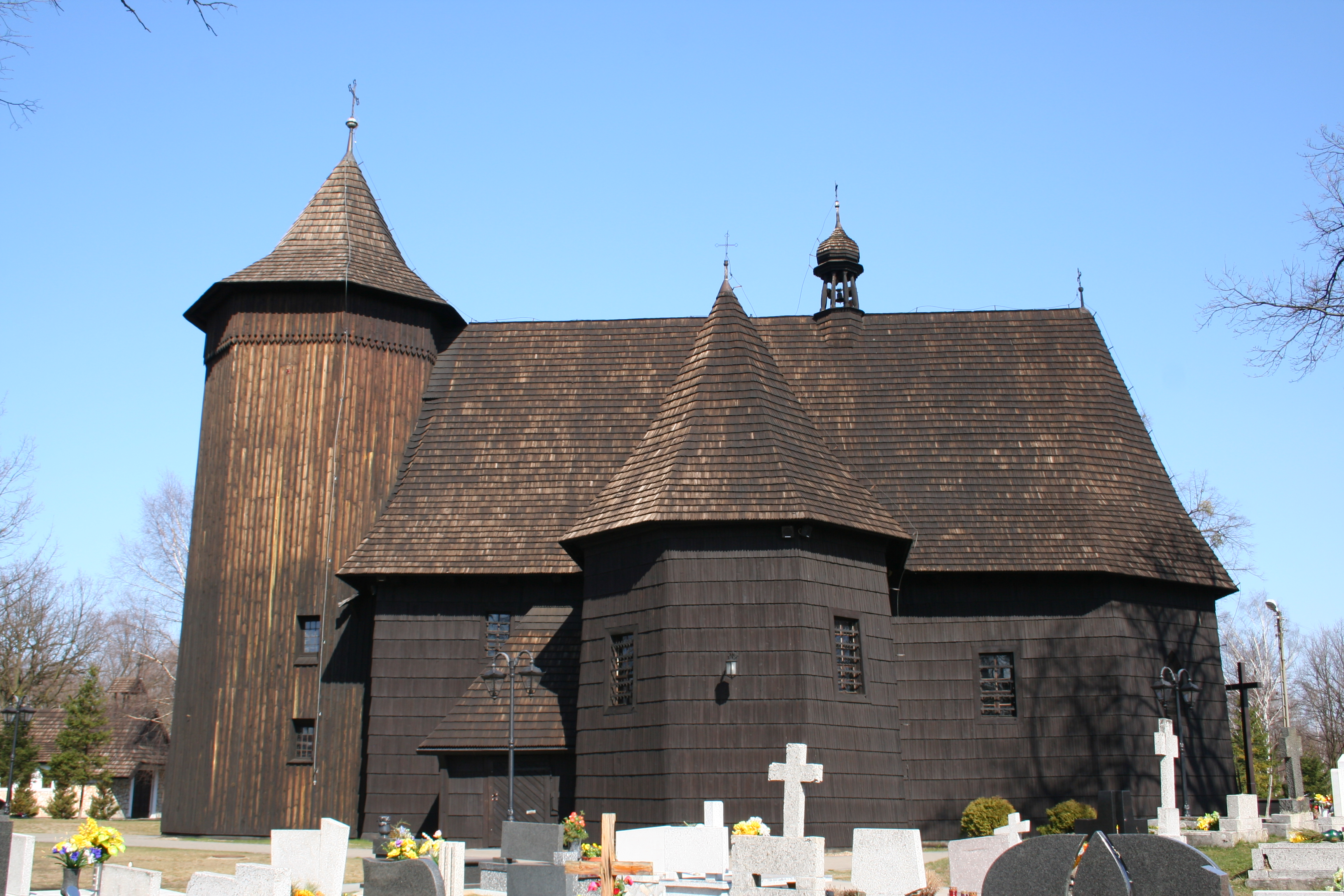
Костёл